# 小行星3466
小行星3466（英語：3466 Ritina）是一颗围绕太阳公转的小行星。1975年3月6日，尼古拉·切爾尼赫在克里米亚发现了此天体。
这颗小行星的绝对星等为127.62237等。